# Franciszek Lilius
Franciszek (Franciscus) Lilius (* um 1600; † 1657 in Tarnów) war ein polnischer Komponist.
Ursprünglich hieß die Familie Gigli und stammte aus Italien. Der Vater Wincenty Lilius kam als Hofmusiker über Graz und Krakau nach Warschau.
Franciszek Lilius erhielt seine musikalische Ausbildung in der Hofkapelle von Sigismund III. Wasa. In Rom setzte er 1625 seine Studien fort, in dieser Zeit wohnte er im Haus des Girolamo Frescobaldi. Lilius war einer der wichtigen polnischen Komponisten des 17. Jahrhunderts. Seine Musik ist beeinflusst durch die in der Hofkapelle von König Sigismund wirkenden Italiener, wie Marco Scacchi oder Tarquinio Merula. 1630 wurde er Kapellmeister an der Kathedrale von Krakau, eine Position, die er bis zu seinem Tode innehatte. Zu seinen Schülern gehörte Marcin Mielczewski.

## Werke (Auswahl)
Zu den etwa 20 überlieferten A-cappella-Werken, die zum Teil im Druck oder in Handschriften überliefert wurden, gehören:
- Missa Brevissima
- Missa tempore Paschali
- Surrexit Christus Hodie, Motette
- Muteta super Nicolai Solemnia
- Jubilate Deo omnia terra